# Cariblatta guadeloupensis
Cariblatta guadeloupensis är en kackerlacksart som beskrevs av Bonfils 1969. Cariblatta guadeloupensis ingår i släktet Cariblatta och familjen småkackerlackor. Inga underarter finns listade.